# Chiesa di San Martino (Trento)
La chiesa di San Martino è una chiesa adibita al culto cattolico situato nel quartiere di San Martino nel comune di Trento.

## Storia

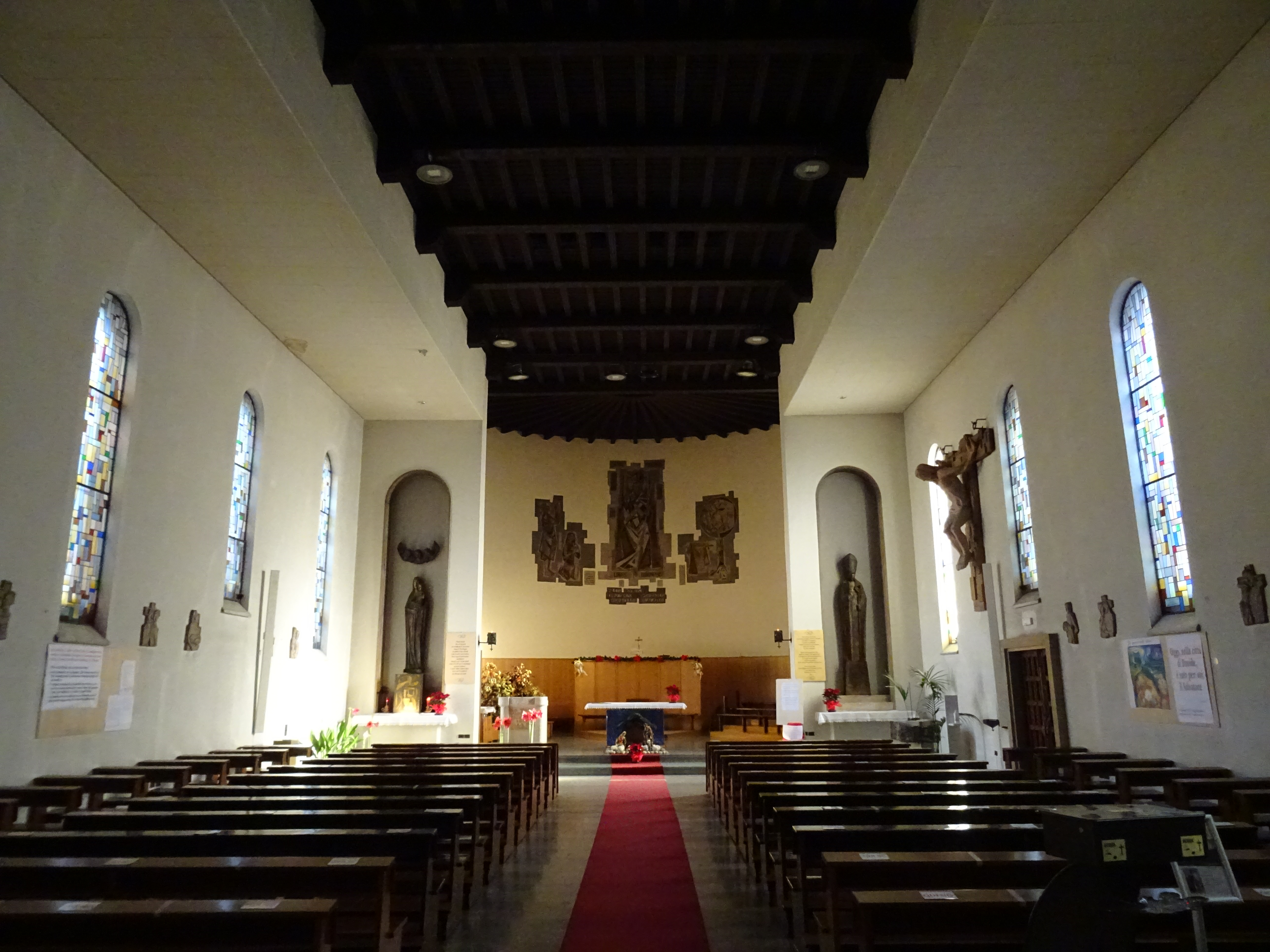
Interno

All'inizio della via Brennero di Trento sorge il quartiere di San Martino da cui prende il proprio nome. Prima dell'attuale edificio vi era una chiesa del settecento con un orientamento verso est. Purtroppo durante la seconda guerra mondiale vi fu un bombardamento in maggio 1943 che distrusse la chiesa. Successivamente ricostruita in stile moderno, infatti quello che si vede oggi risale agli anni 1952-1961 ad opera di Efrem Ferrari.
L'edificio sacro ha una facciata principale a due spioventi e al centro si ha una grande finestra circolare. Sulla destra invece si hanno due arcate a tutto sesto dove sono stati posti gli ingressi. Al suo interno si presenta un'unica navata che termina anch'essa su di un presbiterio rettangolare con abside semicircolare entrambi sopraelevati di qualche scalino.
Posto lungo la facciata settentrionale si trova il campanile che termina con una copertura a forma di piramide.